# Anita Bottazzo
Anita Bottazzo (Oderzo, 14 dicembre 2003) è una nuotatrice italiana, specializzata nella rana.

## Biografia
Fa il suo debutto a livello senior con la nazionale italiana durante i Giochi del Mediterraneo di Orano 2022: in tale occasione conquista due medaglie, un argento nei 100 metri rana ed un bronzo nei 50 metri rana. L'anno successivo viene invece convocata ai campionati mondiali di Fukuoka; fa il suo debutto nella competizione nei 50 metri rana dove riesce a qualificarsi per la finale, terminata al quinto posto con il crono di 30"11.

## Palmarès

### Competizioni internazionali
| Anno | Manifestazione          | Sede    | Evento       | Risultato | Prestazione | Note  |
| ---- | ----------------------- | ------- | ------------ | --------- | ----------- | ----- |
| 2022 | Giochi del Mediterraneo | Orano   | 50 m rana    | Bronzo    | 31"41       |       |
| 2022 | Giochi del Mediterraneo | Orano   | 100 m rana   | Argento   | 1'08"14     |       |
| 2023 | Mondiali                | Fukuoka | 50 m rana    | 5ª        | 30"11       | [ 3 ] |
| 2023 | Europei U23             | Dublino | 50 m rana    | Argento   | 30"59       | [ 4 ] |
| 2023 | Europei U23             | Dublino | 100 m rana   | Argento   | 1'07"17     | [ 5 ] |
| 2023 | Europei in vasca corta  | Otopeni | 50 m rana    | Batteria  | 30"15       | [ 6 ] |
| 2023 | Europei in vasca corta  | Otopeni | 100 m rana   | Batteria  | 1'06"22     | [ 6 ] |
| 2023 | Europei in vasca corta  | Otopeni | 4x50 m misti | Argento   | 1'43"97     | [ 7 ] |